# Isolde Richter
Isolde Richter (* 17. Februar 1949 in Oberaula) ist eine deutsche Heilpraktikerin, Fachbuch-Autorin und Gründerin der nach ihr benannten Heilpraktiker- und Therapeutenschule in Kenzingen. Für ihr Lebenswerk wurde sie 2009 mit der Clemens-von-Bönninghausen-Medaille des Berufsverbands BDH (Bund Deutscher Heilpraktiker) ausgezeichnet.

## Werdegang
Nach dem Abitur studierte Isolde Richter in Mannheim und Heidelberg Pädagogik, Sozialwissenschaft und Psychologie.
Im März 1985 legte sie die amtsärztliche Prüfung zur Heilpraktikerin ab. Nach der Praxisgründung entwickelten sich aus Lerngruppen Ausbildungsgruppen. Wegen des starken Zulaufs an Schülern gründete sie 1987 in Kenzingen die „Isolde Richter Heilpraktikerschule“, die im Laufe der Jahre zur Heilpraktiker- und Therapeutenschule ausgebaut wurde.
Sowohl während ihrer Studienzeit als auch in den Anfangsjahren der Schule stellte sie fest, dass im Buchhandel keine Fachbücher erhältlich waren, die sich an Heilpraktiker bzw. Anwärter zum Heilpraktiker wandten.
Deshalb veröffentlichte sie 1990 im Urban & Schwarzenberg Verlag das „Lehrbuch für Heilpraktiker“. Es war damit das erste – und für eine Dekade einzige – Fachbuch, das sich speziell auf die Ausbildung von Heilpraktikern fokussierte. Das Buch wurde zum Standardwerk in der Heilpraktikerausbildung. Im Jahr 2020 erschien die 10. Auflage bei Urban & Fischer/Elsevier.
Es folgten weitere Veröffentlichungen von Fachbüchern für Heilpraktiker.
Heute arbeitet Isolde Richter als Schulleiterin und Autorin.
Richter ist verheiratet, hat zwei Kinder und lebt im Schwarzwald.

## Veröffentlichungen
- Isolde Richter: Lehrbuch für Heilpraktiker: Medizinische und juristische Grundlagen. 10. Auflage. Urban-&-Fischer/Elsevier, München 2020, ISBN 978-3-437-55697-5.
- Isolde Richter: Atlas für Heilpraktiker. Anatomie - Physiologie - Krankheitsbilder. 6. Auflage. Urban-&-Fischer/Elsevier, München 2020, ISBN 978-3-437-55876-4.
- Isolde Richter: Prüfungstraining für Heilpraktiker 2000 Prüfungsfragen zum Lehrbuch für Heilpraktiker. 9. Auflage. Urban-&-Fischer-Verlag, München 2016, ISBN 978-3-437-55887-0.
- Isolde Richter, Ellen Feltgen: Therapieverfahren des Heilpraktikers. Aescura im Verlag Urban & Schwarzenberg, München 1998, ISBN 3-541-50501-X.

## Auszeichnung
2009 erhielt Isolde Richter die Clemens-von-Bönninghausen-Medaille des Berufsverbands BDH (Bund Deutscher Heilpraktiker) für „Verdienste in der Heilpraktikerausbildung und erste Lehrbücher dazu“.